# آرامگاه آقا سید احمد اشکیت
بقعه آقا سید احمد اشکیت مربوط به دوره قاجار است و در شهرستان املش، بخش مرکزی، روستای اشکیت واقع شده و این اثر در تاریخ ۲ آبان ۱۳۸۲ با شمارهٔ ثبت ۱۰۶۰۹ به‌عنوان یکی از آثار ملی ایران به ثبت رسیده است.